# Ga Jeonui
Ga Jeonui là ga đường sắt ở Jeonui-myeon, Sejong, Hàn Quốc.

## Ga
Nhà ga nằm trên Tuyến Gyeongbu với 2 sân ga cho 4 đường ray. Ga và sân ga nối với nhau bằng đường băng qua.
Có 14 tàu Mugunghwa-ho và 2 tàu Nooriro dừng tại ga Jeonui.